# Турная езда
Ту́рная езда (прикреплённая езда) — обслуживание локомотива несколькими (двумя, тремя или четырьмя) постоянно закреплёнными за ним локомотивными бригадами, из которых две находятся в поездке, а остальные отдыхают.
Ту́рная езда — когда бригада водителей (два человека) обслуживает грузовой автомобиль или автобус в течение всего оборота транспортного средства. В то время как один из них управляет автомобилем (автобусом), второй отдыхает на специально оборудованном в кабине (салоне) спальном месте; этим достигается экономия времени простоев для отдыха водителей, неизбежных при одиночной езде, и суточный пробег может быть увеличен, соответственно и сроки доставки груза (пассажиров) будут уменьшаться.

## Описание метода
Во время поездки бригады работают по очереди, по 8—12 часов. Свободная от работы бригада отдыхает в турном вагоне, прицепленном к локомотиву на весь период его работы. После поездки возвратившиеся на станцию постоянного жительства бригады подменяются бригадами, находившимися на отдыхе. Турная езда применяется в исключительных случаях на вновь открывшихся железнодорожных линиях или при испытательных поездках на новом подвижном составе.

## История
Впервые турная езда была введена в 1882 году на Закавказской железной дороге.

## Применение
Принцип турной езды был широко использован во время Великой Отечественной войны на фронтовых дорогах для обслуживания паровозов в составе колонн особого резерва НКПС и оправдывал себя в сложных фронтовых условиях. Например: в марте 1942 года на железной дороге имени В. В. Куйбышева, чтобы выполнить заданные размеры движения, для турной езды были выделены 75 паровозов с теплушками и 150 локомотивных бригад, и положение с перевозками сразу улучшилось.